# بایوی دوپکی–ژینژریتسا
بایوی دوپکی-ژینژریتسا (به لاتین: Bayuvi Dupki–Dzhindzhiritsa) یک ذخیره‌گاه زیست‌کره و ذخیره‌گاه طبیعی در بلغارستان است که در Razlog Municipality, Blagoevgrad Province, Bulgaria واقع شده‌است.